# Riot : Enfermé pour tuer
Riot : Enfermé pour tuer (titre original : Prison Riot) est un film américain réalisé par John Lyde, sorti en octobre 2015 aux États-Unis et directement en vidéo en France le 2 décembre 2015.

## Synopsis
Pour accomplir une terrible vengeance envers un criminel russe ultra dangereux qui a fait assassiner sa famille, un policier se laisse arrêter et mettre en prison afin de l'approcher.

## Fiche technique
- Titre original : Riot
- Titre français : Riot : Enfermé pour tuer
- Réalisation : John Lyde
- Scénario : John Lyde, Spanky Dustin Ward
- Photographie : Airk Thaughbaer
- Montage : Airk Thaughbaer, Katerina Valenti
- Musique : James Schafer
- Direction artistique : Kurt Knight
- Costumes : Larissa Beck
- Producteur : John Lyde, Matthew Reese
- Pays d'origine :  États-Unis
- Langue : Anglais
- Format : Couleur — 1,78:1 (haute définition)
- Genre : Film d'action
- Durée : 87 minutes
- Dates de sortie :
  -  États-Unis : Avril 2016 (sortie DVD et Blu-ray)
  -  France : 2 décembre 2015 (DVD et Blu-ray)

## Distribution
- Matthew Reese : Jack Stone
- Chuck Liddell : Balam
- Dolph Lundgren (VF : Antoine Tomé) : William
- Danielle Chuchran : Alena
- Chris Rueckert : Fedor
- Wren Barnes
- Duy Beck
- Nikita Bogolyubov
- Liz Chapman
- Brandyn Cross
- Pete Day
- Renny Grames
- Brandon Grundy
- Scott Hanks
- Cameron Harford
- John Hinckley
- Andrew Hook
- Cherie Julander
- Chelsea Jurkiewicz
- Helene Lam
- Stephen Lesser
- Holly Lynch
- Eve Mauro
- Andrew L. McClain
- Diedra Celeste Miranda
- Elizabeth Montgomery
- Katie O'Curran
- Melanie Stone
- Andrew Troy
- D.L. Walker
- Paris Warner
- Kjirstin Youngberg